# Marillet
Marillet település Franciaországban, Vendée megyében. Lakosainak száma 124 fő (2022. január 1.). Marillet Le Busseau, Faymoreau, Puy-de-Serre és Saint-Hilaire-de-Voust községekkel határos.

## Népesség
A település népességének változása:
| Lakosok száma | 112  | 111  | 115  | 119  | 123  | 123  | 123  | 124  |
|               | 2013 | 2015 | 2017 | 2018 | 2019 | 2020 | 2021 | 2022 |